# Podoschistus caudatus
Podoschistus caudatus là một loài tò vò trong họ Ichneumonidae.